# Bealanana
Bealanana – miasto w północnej części Madagaskaru, w prowincji Mahajanga. W 2005 roku liczyło 15 371 mieszkańców.
Przez miasto przebiega droga Route nationale 31.
W Bealanana znajduje się szkoła podstawowa, szkoła średnia oraz szpital. W pobliżu miasta położone jest lokalne lotnisko.
93% ludności znajduje zatrudnienie w rolnictwie (w tym 1% utrzymuje się z hodowli zwierząt). Głównie uprawia się ryż, trzcinę cukrową, kukurydzę oraz cebulę. W usługach pracuje 6% populacji, a w rybołówstwie 1%.
57 km na północ od miasta położony jest wulkaniczny masyw górski Tsaratanana.